# Rosaura
Rosaura è una maschera di origine veneziana e celebre personaggio della commedia dell'arte. Figlia di Pantalone, è innamorata del giovane Florindo e grande amica della servetta Colombina .

## Il personaggio nella Commedia dell'Arte
Rosaura è figlia di Pantalone e vive con lui in un sontuoso palazzo sul Canal Grande a Venezia. La giovane è innamorata di Florindo, ma la relazione tra i due è ostacolata da Pantalone. Rosaura ha però come complice la cameriera Colombina che la aiuta a frequentare il giovane amato..
Chiacchierona, vivace irascibile, gelosa e vanitosa, Rosaura viene descritta con lunghi capelli biondi e vestita con un abito azzurro con nastri rosa decorati. 

## Rosaura nel teatro goldoniano
Rosaura è presente in ben 29 commedie di Goldoni, dove conserva tutto il suo brio: solitamente però non è figlia di Pantalone, e ama diversi uomini, non solo Florindo, che appare peraltro in un numero minore di opere teatrali. Ha il ruolo di protagonista in due delle più note commedie del letterato veneto: La donna di garbo, dove fa coppia con Florindo, e La vedova scaltra, dove invece il personaggio di Florindo è assente, con la giovane donna che viene concupita da quattro spasimanti di differenti nazionalità.